# تلاوانسین
تلاوانسین (با نام تجاری Vibativ) یک باکتری‌کش از دسته لیپوگلیکوپپتیدها است که جهت درمان عفونت‌های ناشی از استافیلوکوک اورئوس مقاوم به متی‌سیلین و یا دیگر باکتری‌های گرم-مثبت استفاده می‌شود. تلاوانسین یک مشتق نیمه سنتزی از وانکومایسین است.